# 中共淞浦特委办公地点旧址

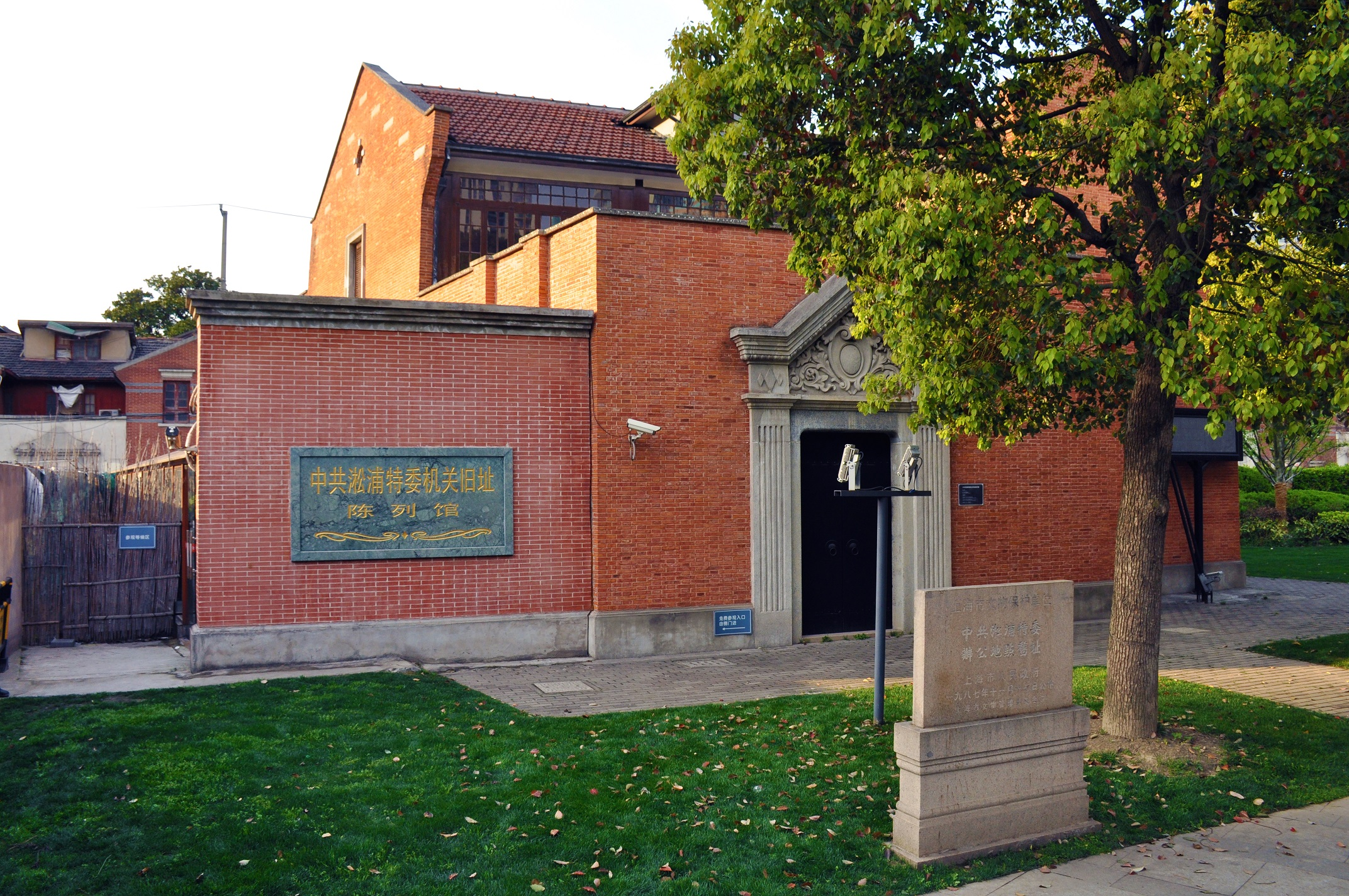

中共淞浦特委机关旧址是中国上海的一处遗址纪念地，位于静安区石门二路街道山海关路387弄5号（原育麟里285号），是一幢建于1928年的坐北朝南一楼一底的老式石库门里弄住宅。
1928年9月，中共江苏省委设立淞浦等特委，发动农民开展秋收斗争。淞浦特委以正德小学名义作为掩护，租用新建的育麟里石库门房屋，由杭果人任书记，委员陈云在此办公。1929年，淞浦特委发动了奉贤庄行暴动和金山县新街镇暴动。1930年10月，中共撤销淞浦特委。
1960年11月22日和1987年11月17日，中共淞浦特委机关旧址列为上海市文物保护单位。近年该建筑拆迁，在北京西路静安区雕塑公园移地重建。